# Identidade virtual
Uma identidade virtual, identidade on-line, identidade de Internet, ou persona Internet é uma identidade social que um usuário da Internet estabelece em comunidades virtuais e sites. Embora alguns prefiram usar seus nomes reais online, outros usuários da Internet preferem permanecer anônimos, identificando-se por meio de pseudônimos, que revelam diferentes quantidades de informações pessoalmente identificáveis.
Em alguns contextos online, incluindo fóruns de Internet, MUDs, mensagens instantâneas, e jogos multijogador on-line, os usuários podem representar-se visualmente escolhendo um avatar, uma representação gráfica de si mesmos. Avatares são como os usuários expressam sua identidade on-line. Como outros usuários interagem com uma identidade on-line estabelecida, eles adquirem uma reputação, que lhes permite decidir se a identidade é digna de confiança Alguns sites também usam o endereço IP dos usuários para rastrear suas identidades on-line usando métodos como tracking cookies.
O conceito de self, e como este é influenciado pelas tecnologias emergentes, são um tema de investigação em áreas como psicologia e sociologia. O efeito da desinibição on-line é um exemplo notável, referindo-se a um conceito de comportamento imprudente e desinibido na Internet, que surge como resultado do anonimato e da satisfação do público.

## Expressão de Identidade, Identidade SocialOn-line

### Expressão de Identidade e Exposição da Identidade
A Web social, ou seja, o uso da web para apoiar o processo social, representa um espaço em que as pessoas têm a possibilidade de expressar e expor a sua identidade em um contexto social. Por exemplo, as pessoas definem explicitamente a sua identidade através da criação de um perfil de usuário em serviços de redes sociais como Facebook ou LinkedIn ou em serviços de namoro on-line. Ao usar blogs e expressar opiniões, eles definem identidades de modo tácito.
A revelação da identidade de uma pessoa pode apresentar certo número de questões relacionadas à privacidade e a divulgação indesejada de informações pessoais. No entanto muitas pessoas adotam estratégias que lhes permitam controlar o nível de divulgação de suas informações pessoais on-line.
A Internet pode colocar a privacidade do usuário em risco, sobretudo se ele não tiver o necessário discernimento quando construir sua identidade on-line e expuser sem cuidados suas informações e dados pessoais na rede. O autor de diversos livros sobre privacidade, entre os quais The Future of Reputation: Gossip, Rumor, and Privacy on the Internet, o americano Daniel Solove, professor de direito na Universidade George Washington, afirma que o maior risco da superexposição da intimidade é o arrependimento. Jovens que hoje pertencem ao que ele chama de "geração Google" terão de conviver com registros detalhados – e públicos – de seu passado, nos mais humilhantes detalhes.

### Confiabilidade de Identidades On-line
As identidades que as pessoas definem na web social não são necessariamente confiáveis. Por exemplo, estudos têm mostrado que as pessoas mentem em serviços de namoro on-line. No caso de serviços de redes sociais como o Facebook, as empresas estão até mesmo propondo vender 'amigos' como uma forma de aumentar a visibilidade de um usuário, pondo em dúvida ainda mais a confiabilidade da "identidade social" de uma pessoa.

### Identidade On-line e o Conceito da Máscara
Dorian Wiszniewski e Richard Coyne em sua contribuição para o livro Building Virtual Communities exploram a identidade on-line, com ênfase no conceito de "mascaramento" de identidade. Eles ressaltam que, sempre que um indivíduo interage em uma esfera social eles pintam diante de si uma máscara de sua identidade. Esse comportamento não é diferente on-line, de fato se torna ainda mais acentuado devido às decisões de contribuição online que esse indivíduo deve fazer em relação ao seu perfil on-line. Ele deve responder a perguntas específicas sobre idade, sexo, endereço, nome de usuário e assim por diante. Além disso, como uma ele publica informações na Web, acrescenta assim mais e mais sobre seu estilo de vocabulário, escrita e tópicos à sua máscara. Embora o capítulo tenha uma natureza muito filosófica, estimula a ideia de que a identidade on-line é um negócio complexo e ainda precisa ser bem compreendido.
O tipo de máscara que cada um escolhe revela pelo menos alguma coisa de quem está por trás da máscara. Poderíamos chamar isso de "metáfora" da máscara. A máscara online não revela a identidade real da pessoa. Ela, no entanto, revela uma amostra do que está por trás da máscara. Por exemplo, se uma pessoa escolhe para agir on-line como uma estrela do rock, essa metáfora revela um interesse em rock como tipo de música. Mesmo se uma pessoa escolher se esconder atrás de uma identidade totalmente falsa, isso diz algo sobre o medo e a falta de autoestima por trás da máscara falsa.
Por causa da grande dinâmica emocional e psicológica, as pessoas podem relutar em interagir on-line. Usando uma máscara de identidade, uma pessoa pode criar um escudo de segurança diante de si. Um dos grandes medos relacionados à identidade on-line é ter a própria identidade roubada ou deturpada. Este medo impede que essas pessoas compartilhem quem realmente são. Alguns têm tanto medo de terem sua identidade corrompida que nem mesmo revelam informações já conhecidas publicamente. Através dessas máscaras as pessoas podem interagir com algum grau de confiança e sem receio.
Wiszniewski e Coyne declaram “a educação pode ser vista como o processo de mudança pelo qual a identidade é construída, como cada um encontra seu lugar. Educação implica a transformação de identidade. Educação, entre outras coisas, é um processo de construção de um sentido de identidade, como um processo de edificação generalizado”. Os alunos que interagem em uma comunidade on-line devem revelar algo sobre si mesmos e os outros responderão às suas contribuições. Desta forma, a máscara está constantemente sendo construída em um diálogo com os outros, e assim os alunos irão ganhar um sentido mais rico e profundo de quem são. Haverá um processo de construção psicológica que ajudará os estudantes a entenderem seus pontos fortes e fracos.

### Identidade Misturada
Em alguns contextos (como no caso de serviços de namoro on-line, etc.) os usuários podem também se encontrar off-line, levando ao conceito de identidade misturada.

### Sexualidade e Identidade On-line
Um tema muito discutido em relação à identidade on-line é a de identidade sexual. Apesar da crescente tolerância e aceitação das diferentes sexualidades na sociedade, o preconceito sexual ainda está muito presente na vida real. No mundo on-line, os usuários têm a oportunidade de entrar em MMORPGs populares (Massively Multiplayer Online Role-Playing Games) caracterizados por jogos como Final Fantasy XI, World of Warcraft ou Second Life. Onde há oportunidade para redefinir sua identidade sexual, e onde uma grande parte da interação é dedicada à construção de relacionamentos. No entanto, os espaços on-line não estão desconectados das ideias off-line sobre gênero e sexualidade. Enquanto nesses espaços on-line os usuários podem redefinir sua sexualidade, os mesmo são constrangidos por seu contexto social off-line e pelas normas das comunidades on-line.

### Benefícios das Comunidades Virtuais
Um aspecto positivo das comunidades virtuais comumente discutido é que as pessoas podem apresentar seus traços de personalidade sem receio de perseguições, assim como comportamentos sobre os quais estão curiosos, além de poderem revelar componentes de suas identidades do mundo real que nunca revelaram antes.
Essa liberdade resulta em novas oportunidades para a sociedade como um todo. Especialmente a capacidade de as pessoas explorarem novos papéis de maneira inofensiva, e ao mesmo tempo interessante e útil. A identidade on-line deu às pessoas a oportunidade de se sentirem confortáveis em diferentes papéis, alguns dos quais representam aspectos fundamentais de suas vidas que elas não conseguem por em prática na vida real.

### Relação com Constrangimentos Sociais do Mundo Real
Em última análise, a identidade on-line não está completamente livre dos constrangimentos sociais que lhe são impostos no mundo real. Como Westfall (2000, p. 160) discute a ideia de equivocada de que hierarquias e restrições sociais não surgem na Internet (como talvez sugerido por pesquisas anteriores sobre as possibilidades oferecidas pela Internet), a construção da identidade do indivíduo ainda é moldada pelos outros. Westfall levanta a importante, mas raramente discutida questão dos efeitos da alfabetização e das habilidades de comunicação do usuário online. Na verdade, essas habilidades ou a falta delas têm a capacidade de moldar a percepção on-line do mesmo jeito que moldam a percepção através de um corpo físico no "mundo real".

### Preocupações
As preocupações relativas à identidade virtual giram principalmente em torno da deturpação dessa identidade e dos efeitos contrastantes de uma existência on-line e off-line. Sexualidade e comportamento sexual on-line também são temas de debate e controvérsia na sociedade, preocupada com a natureza predatória de alguns usuários. Particularmente com relação à pornografia infantil e a capacidade de pedófilos de ocultarem sua identidade na Internet.
Finalmente, as preocupações sobre a conexão entre as vidas on-line e off-line estão desafiando as noções estabelecidas do que constitui a experiência real. Como McRae (em Porter, 1997, p. 75) afirma, quando projetado para a virtualidade, corpo, mente e o self se tornam construções conscientemente fabricadas através das quais os indivíduos interagem uns com os outros.

## Gestão da Reputação
Dada a maleabilidade das identidades on-line, alguns economistas expressaram surpresa diante do sucesso que os sites comerciais (como o eBay) tiveram na Internet. Quando duas identidades usando pseudônimos se propõem a entrar em uma transação on-line, elas são confrontadas com o dilema do prisioneiro: o negócio só pode ter sucesso se ambas as partes estiverem dispostas a confiar uma na outra, porém elas não têm nenhuma base racional para isso. Os sites comerciais de sucesso na Internet desenvolveram sistemas de gestão da reputação, como o sistema de feedback do eBay, o qual registra as transações e fornece os meios técnicos pelos quais os usuários podem avaliar a confiabilidade uns dos outros. No entanto, os usuários com intenções maliciosas ainda pode causar sérios problemas em tais sites.

## Identidade On-line e os Direitos dos Usuários
O futuro do anonimato online depende de como uma infraestrutura de gerenciamento de identidade será desenvolvida. Os agentes da lei costumam expor uma oposição ao anonimato online, que eles vêm como um convite aberto a criminosos que desejam esconder suas identidades reais. Portanto, eles exigem uma infraestrutura de gerenciamento de identidade que conecte a identidade on-line de uma pessoa com sua identidade legal. Em muitas de tais propostas, o sistema seria desenvolvido em conjunto com um documento de identidade nacional. Eric Schmidt, CEO do Google, afirmou que a rede social Google+ se destina a ser exatamente como um sistema de identidade. A controvérsia resultante da política do Google+ de exigir que os usuários entrem usando seus nomes legais foi apelidada de "nymwars".
Defensores dos direitos civis on-line, por outro lado, argumentam que não há necessidade de um sistema tão invasivo à privacidade porque as soluções tecnológicas, como sistemas de gerenciamento de reputação, já são suficientes e devem crescer em sua sofisticação e utilidade.

## Identidades On-line e o Mercado
Uma identidade on-line que adquiriu uma excelente reputação é valiosa por duas razões: primeiro, uma ou mais pessoas investiram uma grande quantidade de tempo e esforço para construir essa reputação, segundo, os outros usuários olham essa reputação e a usam para decidir se a identidade é suficientemente confiável. Não é, portanto, uma surpresa que as identidades on-line estejam sendo colocadas à venda em sites de leilão. No entanto, surgem conflitos sobre a posse de identidades on-line. Recentemente, um usuário de um jogo multiplayer massivo online chamado Everquest, que é de propriedade da Sony Online Entertainment, Inc., tentou vender sua identidade no Everquest no eBay. A Sony se opôs, alegando que o personagem é uma propriedade intelectual da Sony, e exigiu sua remoção do leilão. Nos termos do Digital Millennium Copyright Act (DMCA) nos EUA, o eBay poderia ter se tomado parte da violação de direitos autorais se não cumprisse a decisão judicial. Restou uma questão fundamental não resolvida: Quem é dono de uma identidade on-line criada em um site? Será que uma identidade on-line pertence à pessoa que o criou, ou à empresa proprietária do software usado para criá-la?

## Identidade On-line e Infraestruturas de Gerenciamento de Identidade On-Line
Um problema enfrentado por quem pretende construir uma reputação positiva on-line é que as reputações são restritas e específicas para cada site, por exemplo, a reputação no eBay não pode ser transferida para o Slashdot.
Existem várias propostas para construir uma infraestrutura de gerenciamento de identidades da usando protocolos da Web. Todas elas requerem uma infraestrutura de chave pública eficiente para assegurar que a identidade de duas manifestações distintas de identidade on-line (por exemplo, um na Wikipedia e outro no Twitter) são exatamente a mesma.
OpenID, um padrão aberto e descentralizado para autenticação de usuários é usado para controle de acesso, permitindo que aos usuários o acesso à diferentes serviços com a mesma identidade digital. Estes serviços devem permitir e implementar o OpenID